# Alucita jujuyensis
Alucita jujuyensis är en fjärilsart som beskrevs av José A. Pastrana 1954. Alucita jujuyensis ingår i släktet Alucita och familjen mångfliksmott, (Alucitidae). Inga underarter finns listade i Catalogue of Life.